# Parque nacional de Manas
El Parque Nacional de Manas es un parque nacional indio, ubicado en el estado de Assam, India, aproximadamente a 175 kilómetros de Guwahati, la capital de Assam. El santuario está constituido por el río Manas, que también le da su nombre al área. El parque se extiende más de 2.837 km². 
El área principal de la reserva está en Kokrajhar y en el distrito Barpeta, mientras que su extensión de áreas periférica está sobre los terrenos forestales de la reserva de Kamrup en el norte. Al norte se ubica el parque nacional Real de Manas, en Bután.

## Historia
Antes de la declaración del santuario fue una reserva forestal llamada de Manas y de Kamrup Norte. Se usó por la familia real de Cooch Behar y el rajá de Gauripur como reserva de caza. 
En un comienzo, el 1 de octubre de 1928, Manas fue designado como "santuario", con una superficie de 360 km². En 1951 y 1955 se incrementó la protección a 391 km². 
En abril de 1973 se creó la bioreserva de Manas. Fue declarado Patrimonio de la Humanidad por la Unesco en el año 1985, llamado Santuario de fauna de Manas. Se le añadieron las reservas forestales de Kahitama, Kokilabari y Panbari en el año 1990 para formar el parque nacional de Manas. Manas se convierte en parque nacional el 7 de septiembre de 1990. En 1992, fue incluido en la Lista del Patrimonio de la Humanidad en peligro, debido a la caza furtiva y a las actividades terroristas. El 25 de febrero de 2008 la superficie se incrementó hasta los 950 km². Dejó de ser considerada en peligro el 21 de junio de 2011 y se alabaron sus esfuerzos en la conservación.
Es la única reserva de tigres en Assam y también es famoso por el langur dorado y el panda rojo. Manas es uno de los mejores parques nacionales en India. 
En el parque de Manas se han afrontado en el pasado un gran número de problemas, incluyendo la deforestación, la usurpación y la insurrección, todo lo cual ha influido sobre la fauna del parque. El parque permaneció cerrado a los visitantes durante algunos años, y aunque esté abierto ahora, la situación no es tan buena como debería ser.

## Clima
El clima del parque de Manas es tropical. Los veranos son calientes y el frío predomina en el invierno. La precipitación media es 160 cm. Pero los meses de monzón traen los pesados aguaceros que a menudo inundan el parque.

## Flora
La vegetación que cubre la mayor parte del parque es variada. El bosque está entremezclado con los pequeños claros de hierba donde el ciervo puede ser visto pastando en gran número. Manas ofrece un poco del entorno natural más agradable del país. 
Un total de 543 especies de plantas se han registrado en la zona. De éstas, 374 especies son dicotiledóneas (incluyendo 89 árboles ), 139 de la especie monocotiledonias y 30 son pteridofitas y gimnospermas. En el parque podemos encontrar ejemplares de jambul, Aphanamixis polystachya, Anthocephalus chinensis, , Syzygium formosum, S. oblatum, urape púrpura, Mallotus philippensis, Cinnamomum tamala, Actinodaphne obvata, algodonero rojo, Sterculia villosa, manzana del elefante, Dillenia pentagyna, Careya arborea, Lagerstroemia parviflora, L.speciosa, Terminalia bellirica, T. chebula, Trewia polycarpa, "gamhar", Oroxylum indicum y Bridelia spp. Dominan las praderas Imperata cylindrica, Saccharum naranga, carrizo, caña común, grosellero de la India, algodonero rojo y especies de Clerodendrum, Leea, arsis, Premna y Mussaenda.

## Fauna

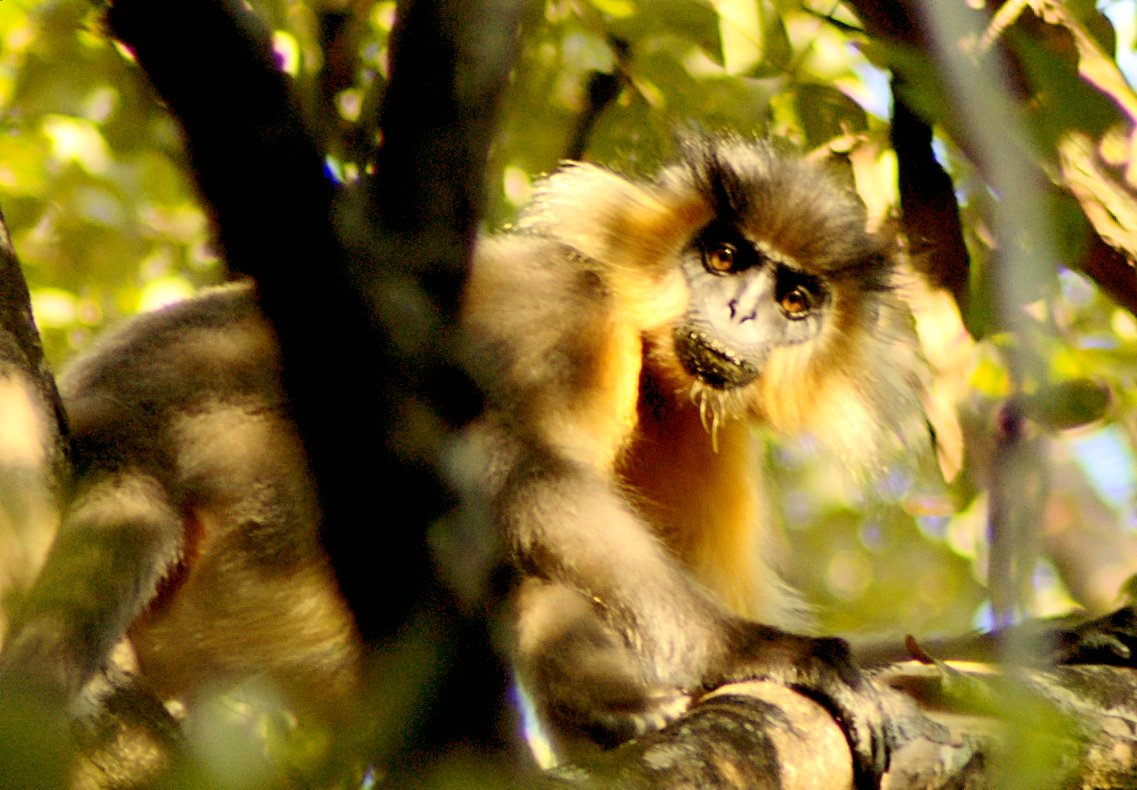
Un langur o lutung de gorra en Manas.

En el santuario se han documentado un total de 55 mamíferos, 380 especies de aves, 50 de reptiles y tres de anfibios. De toda esta fauna salvaje, varias son endémicas y 31 de las especies están amenazadas. 
Aquí se alberga a la segunda población de tigres más grande de la India. La fauna del santuario incluye leopardo indio, pantera negra, pantera nebulosa, cuón, panda rojo, elefante indio, sambar, ciervo de Duvaucel (barasinga), muntíaco, gaur, ardilla himalaya, nutria lisa, ciervo porcino, chital, jabalí, rinoceronte indio, gato pescador, gato dorado asiático, pangolin chino, langur encapotado, macaco de assam, lori perezoso de bengala, oso perezoso, gibón hoolock y el búfalo indio. El problema principal en el parque es la caza del rinoceronte. 
El parque es bien conocido por especies raras y en peligro de extinción que no se pueden encontrar en otros países del mundo como la tortuga Pangshura sylhetensis o Kachuga sylhetensis, la liebre híspida, el langur dorado y el jabalí enano. 
Manas tiene más de 450 especie de pájaros. Hay abejarucos, águilas pescadoras, aguiluchos, bucerótidos, bulbules, cormoranes, gallos, garzas y garcetas, halcones, patos, pelícanos, serretas y shamas.
Tiene la mayor población del mundo de una especie en peligro, el sisón bengalí. Entre las especies de aves destacan:

## Cómo llegar
Una buena temporada para visitar el parque es entre los meses de noviembre y abril.
Hay paseos disponibles en barcos, todoterrenos y elefantes. El paseo en elefante es lo mejor para ver los animales de una manera más cercana. El elefante marcha a lo largo del río Manas y uno puede descubrir muchas aves acuáticas y las nutrias en el río. 
- Por avión: El parque está 176 kilómetros de Guwahati. El aeropuerto más cercano es Borjhar, situado a 5 kilómetros de la ciudad, y se puede llegar por las jinrikisha o los autobuses de la línea aérea.
- Por tren: La estación más cercana está situada en el camino a Barpeta.
- Por carretera: Los autobuses con regularidad circulan por el camino de Guwahati a Barpeta en 4 ½ horas.

## Galería de imágenes

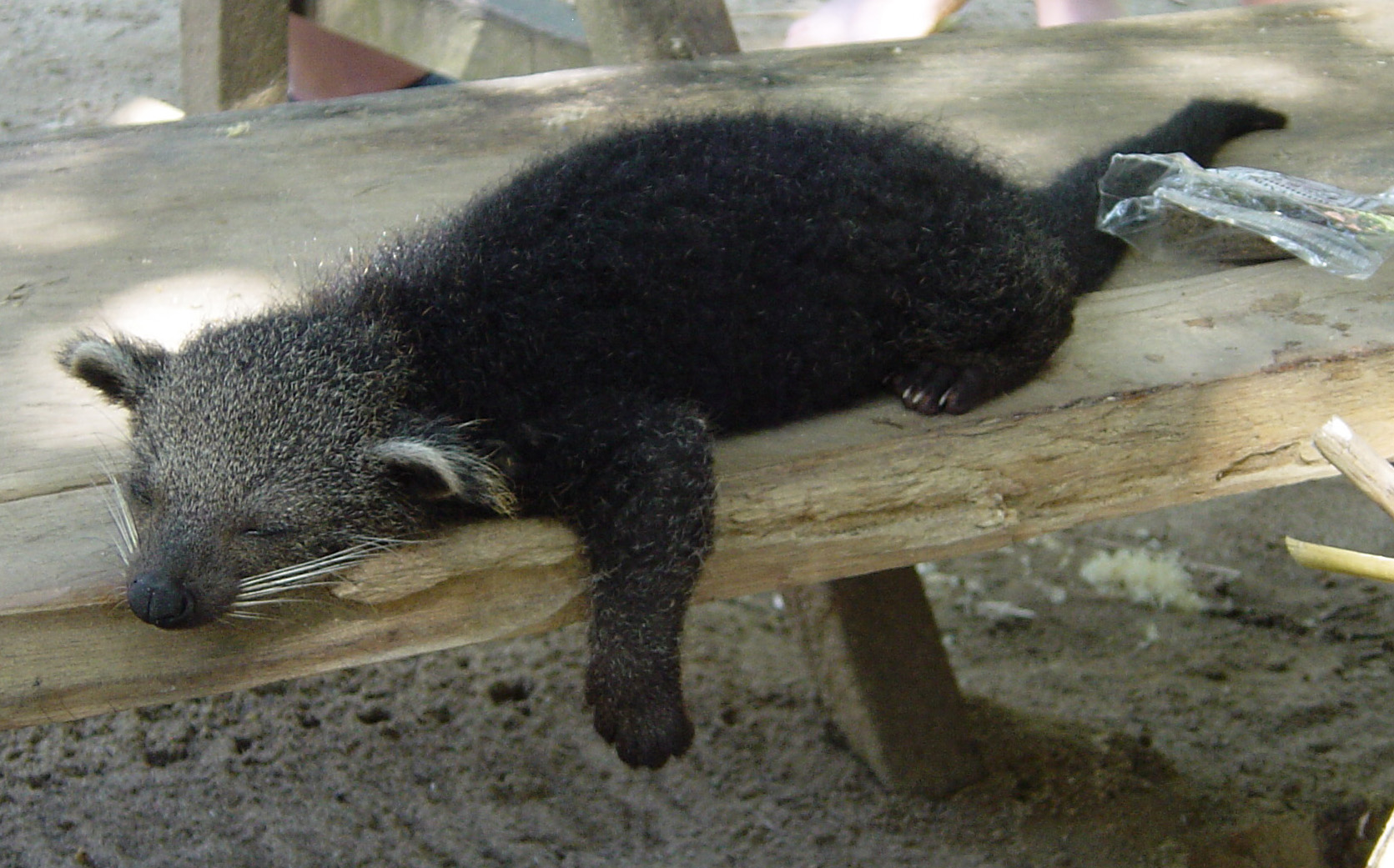
Manturón
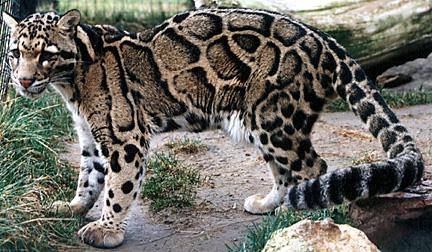
Pantera nebulosa
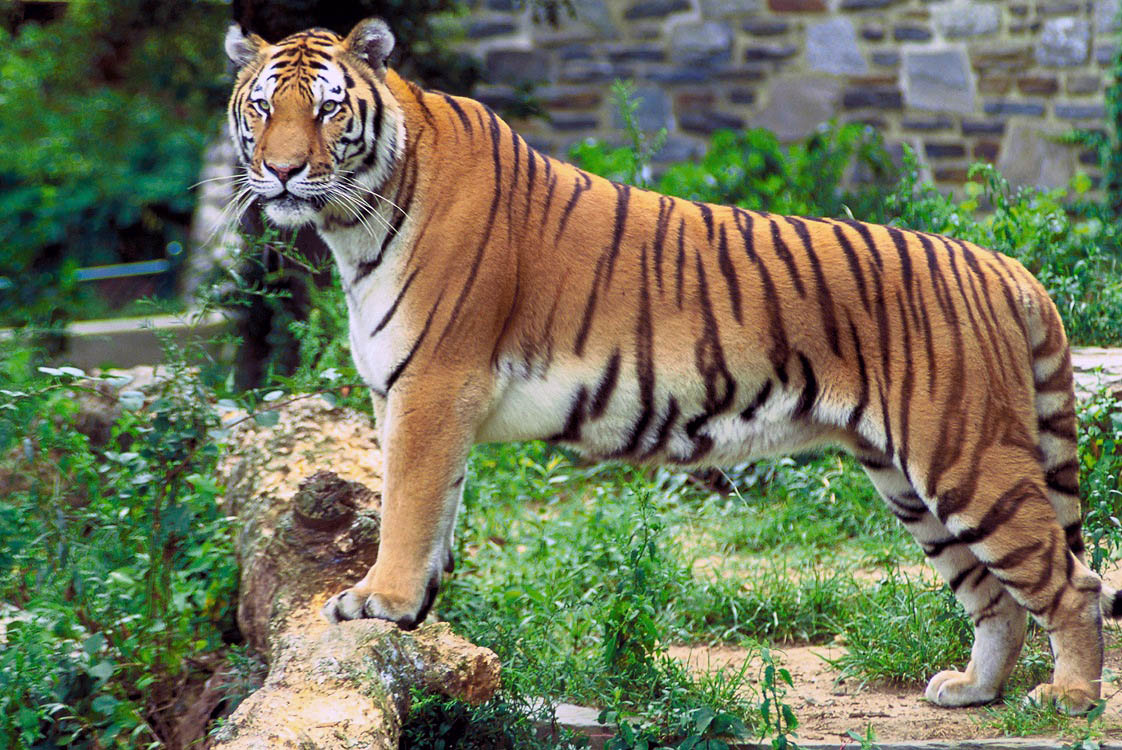
Tigre de Bengala
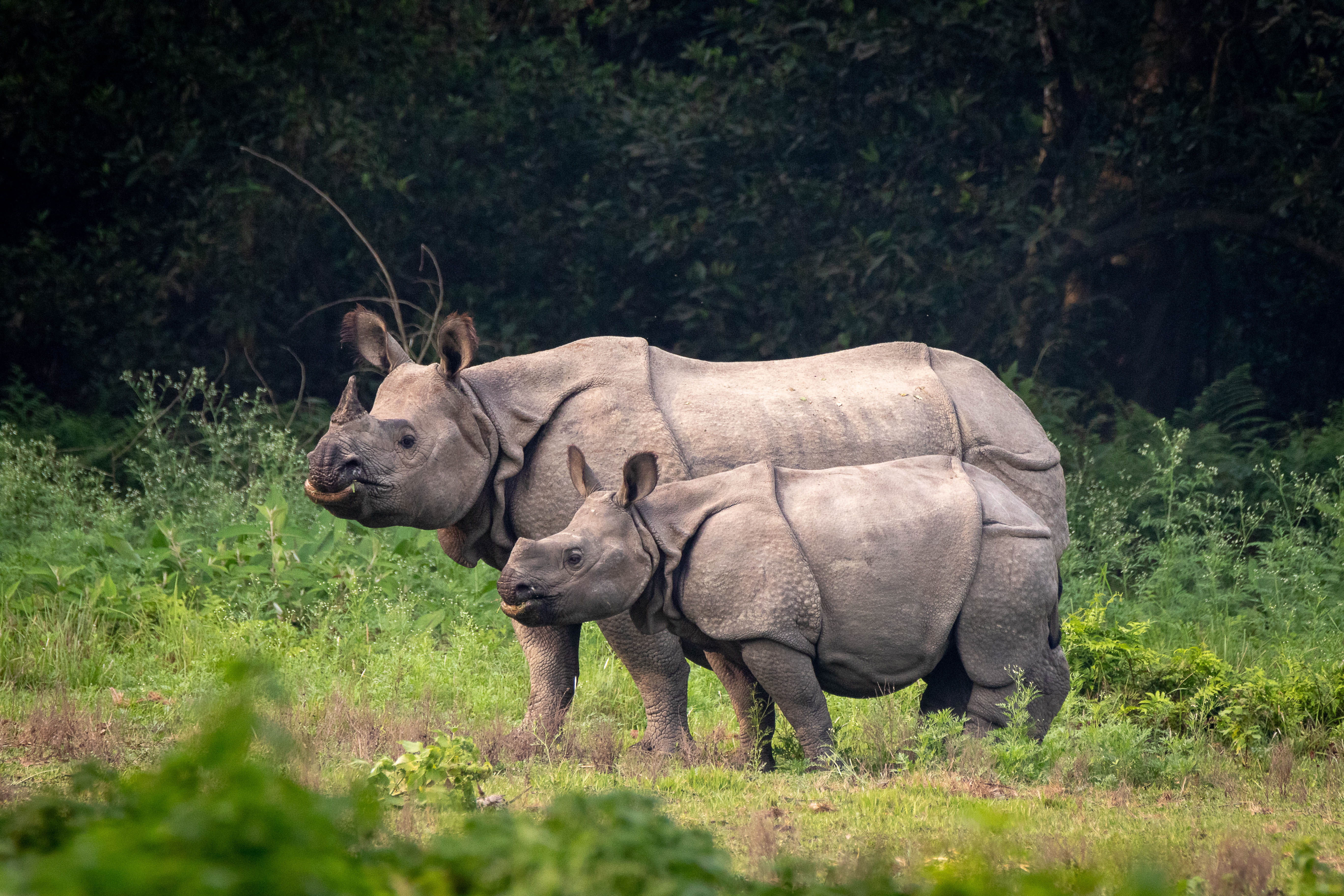
Rinoceronte indio
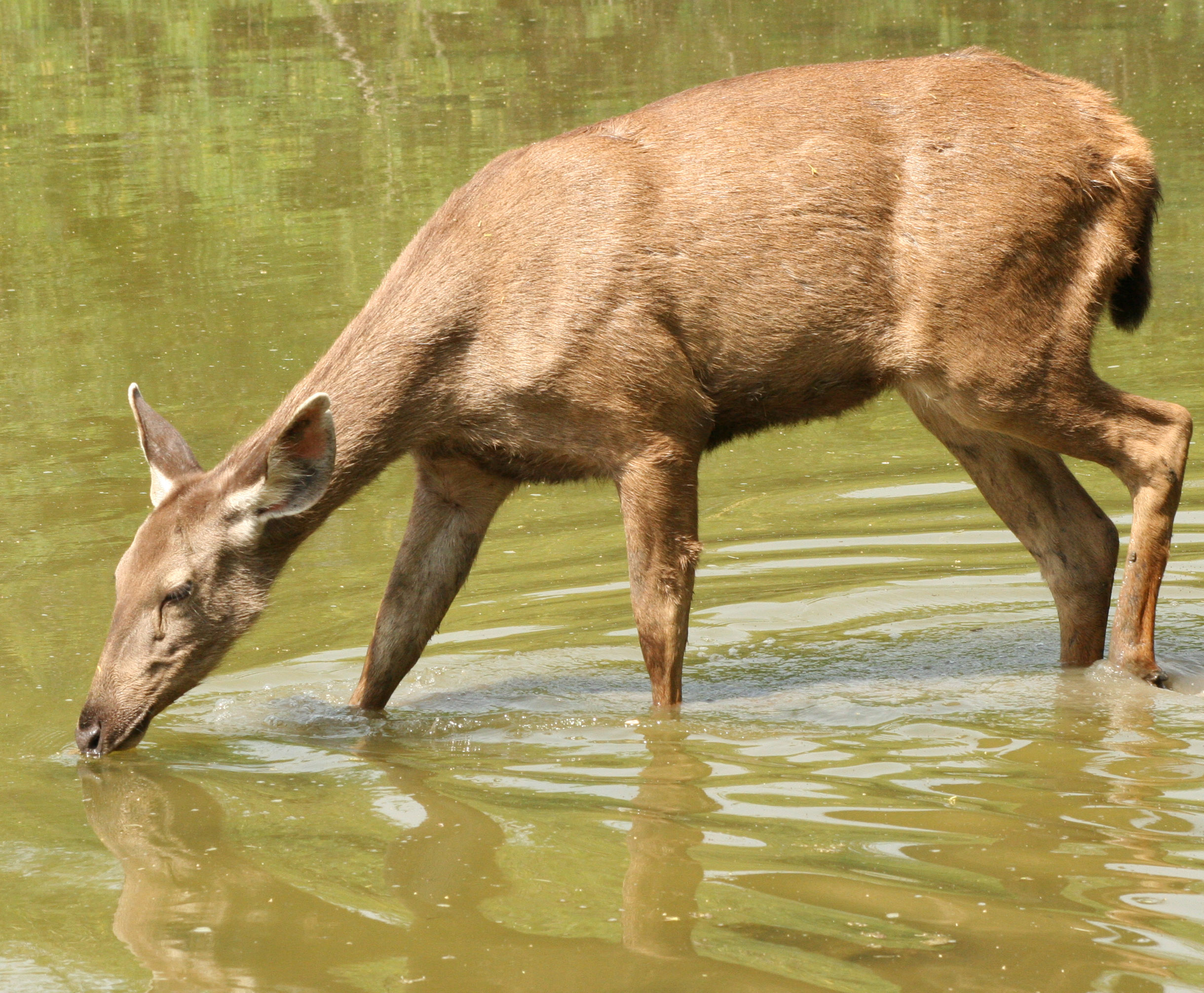
sambar
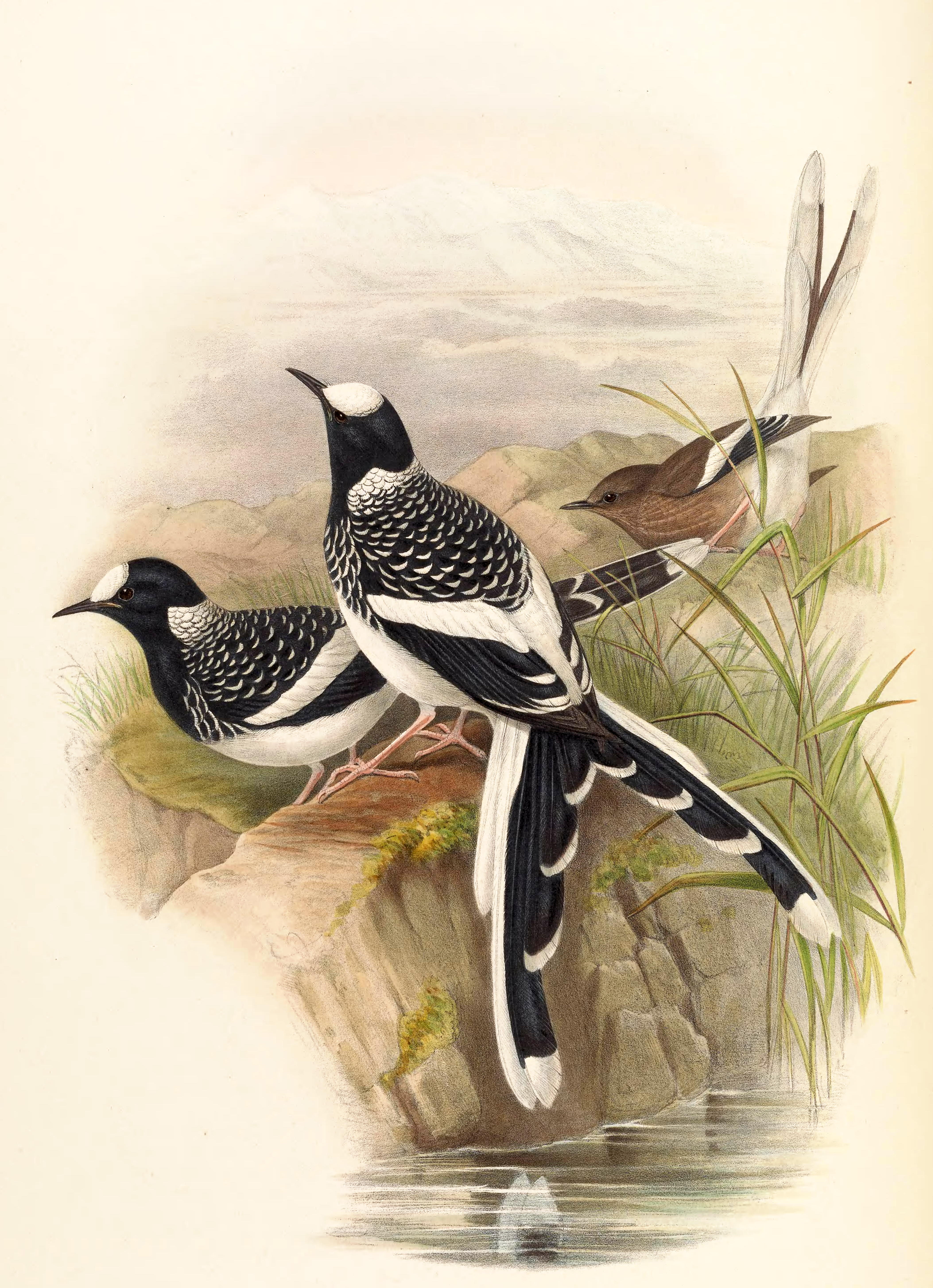
Torrentero moteado
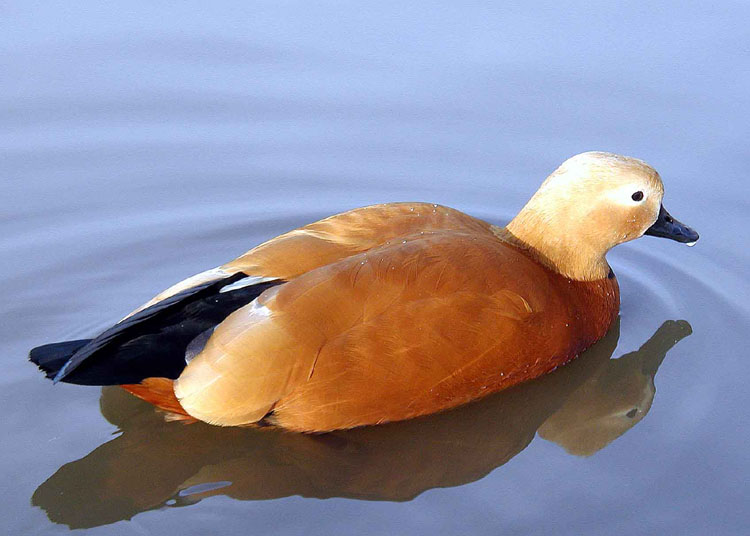
Tarro canelo
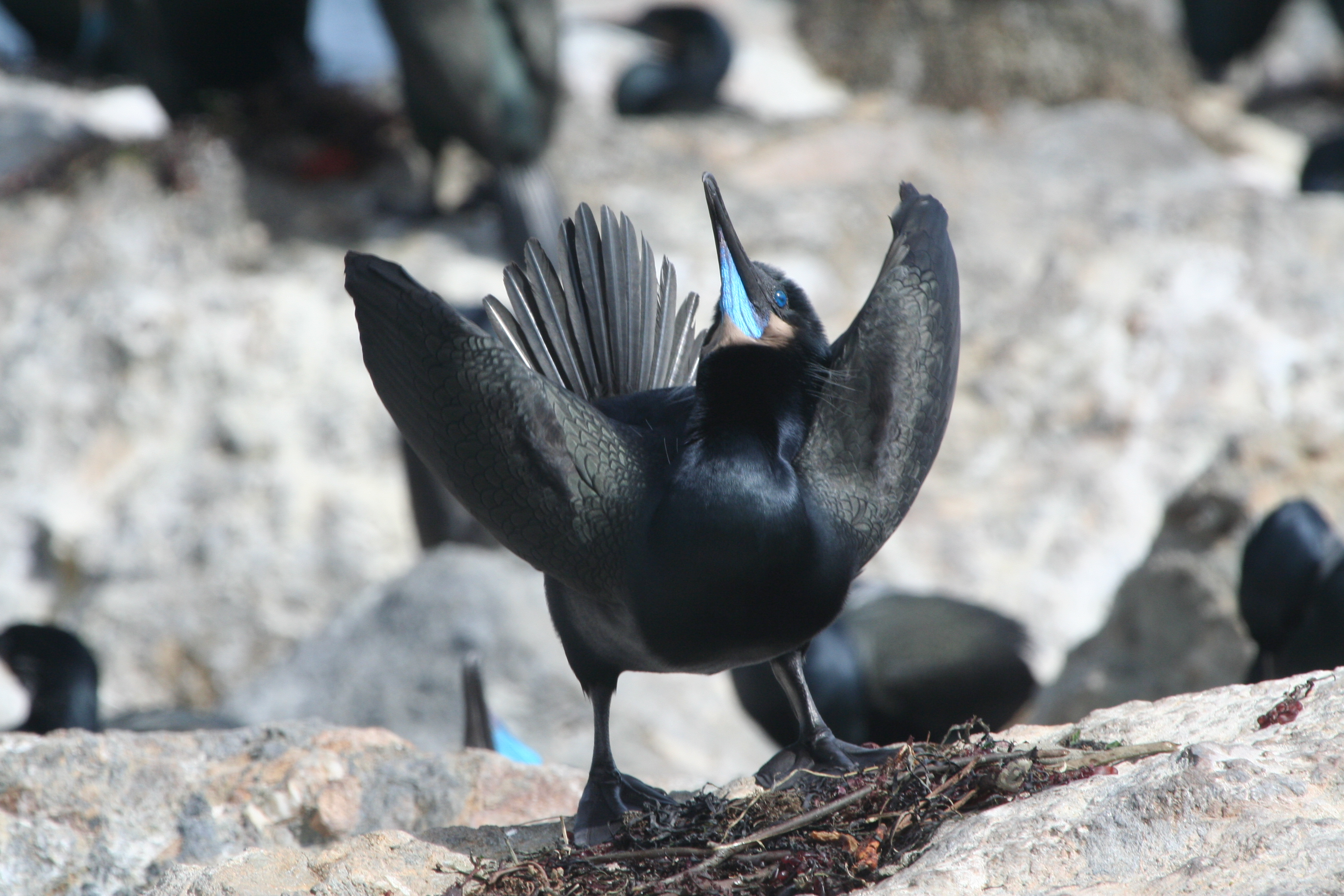
Cormoranes
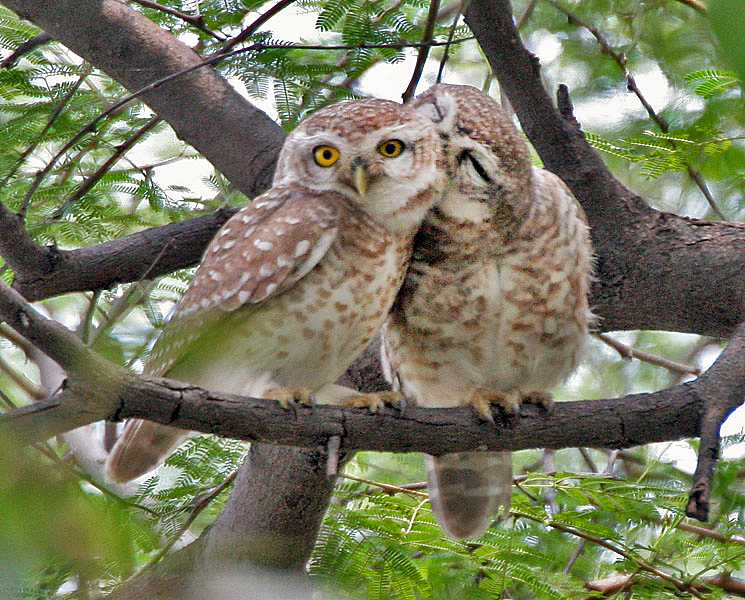
Mochuelo brahmán
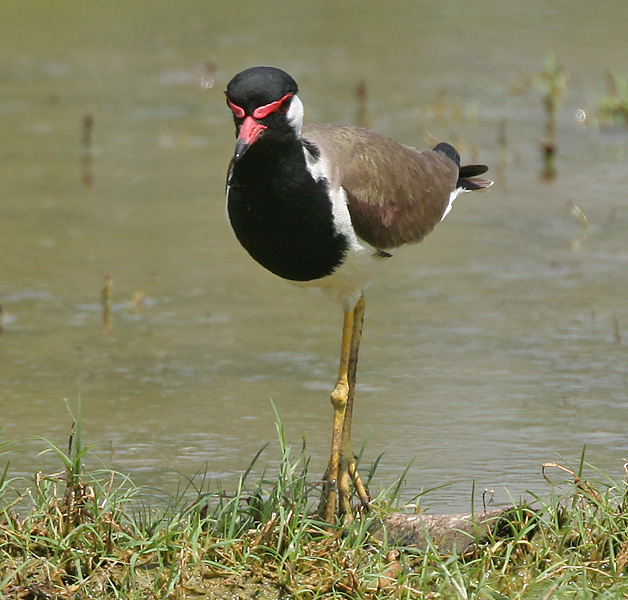
Avefría india
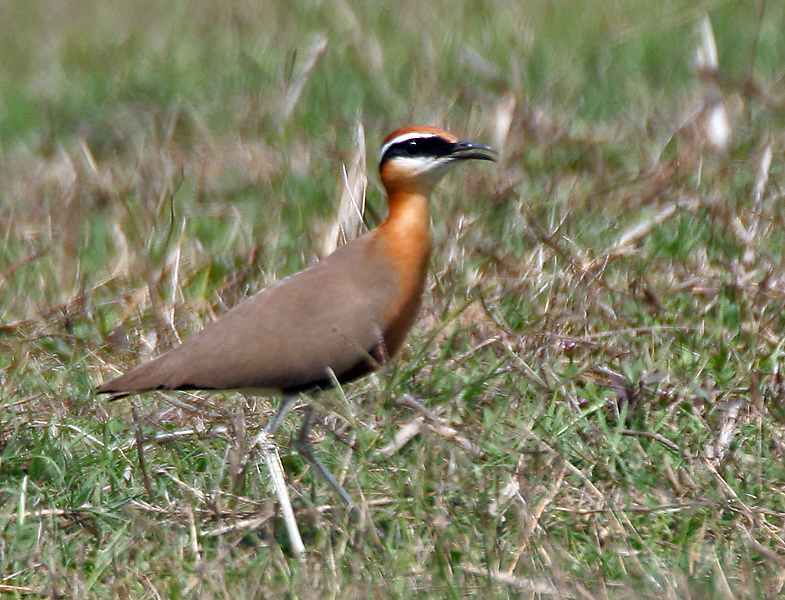
Corredor indio
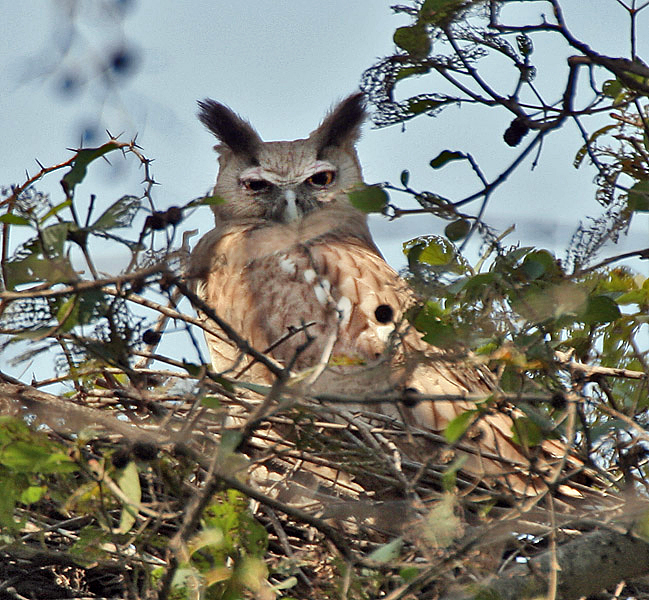
Búho de Coromandel
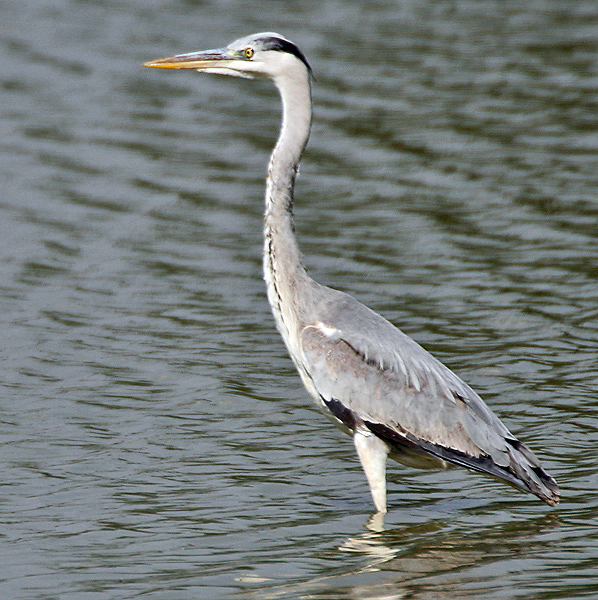
Garza real
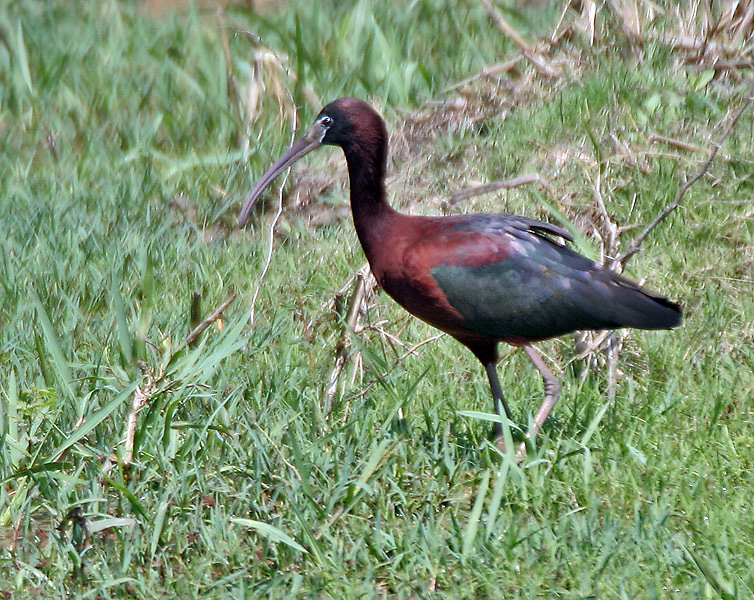
Morito común
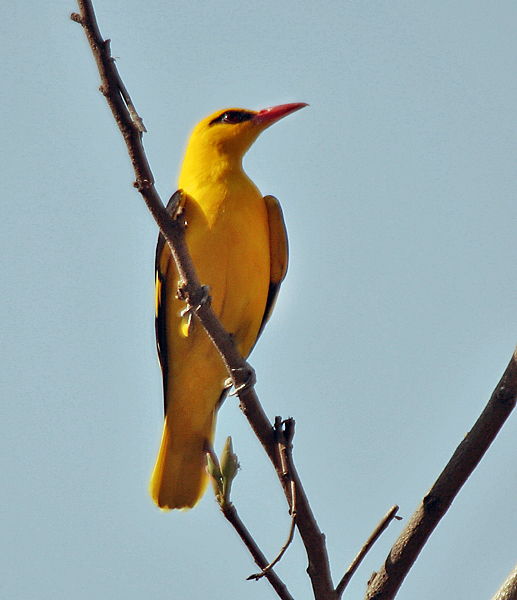
Oropéndola europea
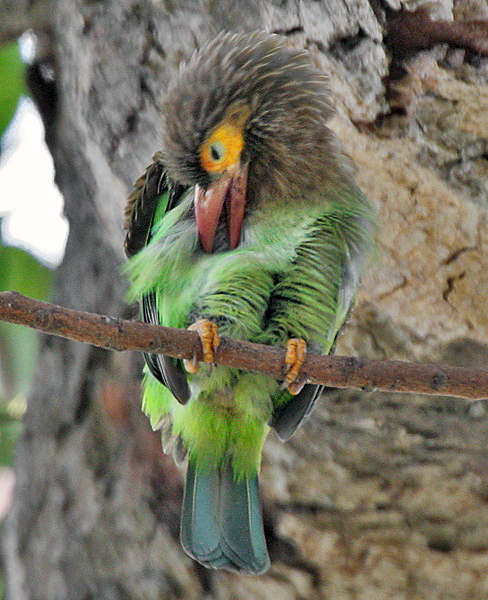
Barbudo cabecipardo